# Ferran IV d'Hongria
Ferran IV d'Hongria (Viena, 8 de setembre de 1633 - ibídem, 9 de juliol de 1654) fou arxiduc d'Àustria, rei dels Romans, rei d'Hongria i rei de Bohèmia.

## Biografia
Fou el primogènit de l'emperador Ferran III del Sacre Imperi Romanogermànic i la seva primera esposa Maria Anna d'Espanya, essent els seus avis materns el rei Felip III de Castella i Margarida d'Àustria. Era el germà gran de Marianna d'Àustria i Leopold I del Sacre Imperi Romanogermànic.
L'any 1646 fou nomenat rei de Bohèmia, el 1647 Rei d'Hongria; i el 1653 fou elegit rei dels Romans, essent coronat el 18 de juny d'aquest mateix any a Ratisbona, 
Morí abans que el seu pare als 21 anys a Viena, amb el que el seu germà Leopold es convertí en el successor al tron del Sacre Imperi Romanogermànic de Ferran III.